# Фрутдейл (Південна Дакота)
Фрутдейл (англ. Fruitdale) — місто (англ. town) в США, в окрузі Б'ютт штату Південна Дакота. Населення — 73 особи (2020).

## Географія
Фрутдейл розташований за координатами 44°40′9″ пн. ш. 103°41′44″ зх. д. / 44.66917° пн. ш. 103.69556° зх. д. (44.669209, -103.695470).  За даними Бюро перепису населення США в 2010 році місто мало площу 0,71 км², уся площа — суходіл.

## Демографія
Згідно з переписом 2010 року, у місті мешкали 64 особи в 29 домогосподарствах у складі 18 родин. Густота населення становила 90 осіб/км².  Було 32 помешкання (45/км²).
Расовий склад населення:
| - 98,4 % — білих |

До двох чи більше рас належало 1,6 %. Частка іспаномовних становила 4,7 % від усіх жителів.
За віковим діапазоном населення розподілялося таким чином: 15,6 % — особи молодші 18 років, 68,8 % — особи у віці 18—64 років, 15,6 % — особи у віці 65 років та старші. Медіана віку мешканця становила 45,8 року. На 100 осіб жіночої статі у місті припадало 93,9 чоловіків;  на 100 жінок у віці від 18 років та старших — 92,9 чоловіків також старших 18 років.
Середній дохід на одне домашнє господарство  становив 43 805 доларів США (медіана — 36 250), а середній дохід на одну сім'ю — 55 792 долари (медіана — 55 000). За межею бідності перебувало 4,8 % осіб, у тому числі 0,0 % дітей у віці до 18 років та 10,0 % осіб у віці 65 років та старших.
Цивільне працевлаштоване населення становило 13 осіб. Основні галузі зайнятості: роздрібна торгівля — 30,8 %, мистецтво, розваги та відпочинок — 23,1 %, виробництво — 15,4 %, освіта, охорона здоров'я та соціальна допомога — 15,4 %.